# Rdest ostrolistý
Rdest ostrolistý (Potamogeton acutifolius) je druh jednoděložných rostlin z čeledi rdestovité (Potamogetonaceae).

## Popis
Jedná se o jednoletou vodní rostlinu bez oddenku, přezimuje pomocí turionů. Patří mezi tzv. úzkolisté rdesty. Lodyha je asi 70 (vzácněji až 130) cm dlouhá, dvouřízně smáčklá s trochu křídlatými hranami. Listy jsou jednoduché, jen ponořené, přisedlé, střídavé, čepele jsou čárkovité, 3,5-8 (vzácně až 9,5) cm dlouhé a 1,8-3,4 (vzácně až 4) mm široké, 3-žilné, s 16-24 pruhy sklerenchymatických vláken, na špičce jsou špičaté až zašpičatělé, někdy krátce hrotité. Palisty jsou vyvinuty, asi 1 až 2,5 cm dlouhé. Jedná se o jednodomou rostlinu s oboupohlavnými květy. Květy jsou v květenstvích, v téměř kulovitých klasech, obsahují jen 1-3 přesleny květů a jsou na vrcholu asi 0,3-1,9 cm dlouhé stopky. Okvětí není rozlišeno na kalich a korunu, skládá se ze 4 okvětních lístků, většinou nenápadných, hnědavých, někteří autoři je však považují za přívěsky tyčinek. Tyčinky jsou 4, srostlé s okvětím. Gyneceum je apokarpní, složené z 1 (vzácně 2) plodolistů. Semeník je svrchní. Plodem je nažka, na vrcholu s krátkým zobánkem.

## Rozšíření ve světě
Rdest ostrolistý roste hlavně v Evropě, na sever po jižní Skandinávii, v J a JZ Evropě většinou chybí, na východ jsou roztroušené lokality zhruba po Ural.

## Rozšíření v Česku
V ČR je to v současnosti vzácný a silně ohrožený druh (kategorie C2). Roste v rybnících, vodních příkopech a mrtvých ramenech od nížin po pahorkatiny. Dříve byl hojnější, ale v posledních desetiletích vlivem intenzívního hospodaření na rybnících (tzv. kapro-kachního) a vlivem znečištění vod ustoupil. Někdy byl zaměňován s podobným rdestem smáčknutým, dnes v ČR vyhynulým.